# Drapeau de Charlotte
 (mai 2025).
La mise en forme du texte ne suit pas les recommandations de Wikipédia : il faut le « wikifier ».
Les points d'amélioration suivants sont les cas les plus fréquents :
- Les titres sont pré-formatés par le logiciel. Ils ne sont ni en capitales, ni en gras.
- Le texte ne doit pas être écrit en capitales (les noms de famille non plus), ni en gras, ni en italique, ni en « petit »…
- Le gras n'est utilisé que pour surligner le titre de l'article dans l'introduction, une seule fois.
- L'italique est rarement utilisé : mots en langue étrangère, titres d'œuvres, noms de bateaux, etc.
- Les citations ne sont pas en italique mais en corps de texte normal. Elles sont entourées par des guillemets français : « et ».
- Les listes à puces sont à éviter, des paragraphes rédigés étant largement préférés. Les tableaux sont à réserver à la présentation de données structurées (résultats, etc.).
- Les appels de note de bas de page (petits chiffres en exposant, introduits par l'outil «  Source ») sont à placer entre la fin de phrase et le point final[comme ça].
- Les liens internes (vers d'autres articles de Wikipédia) sont à choisir avec parcimonie. Créez des liens vers des articles approfondissant le sujet. Les termes génériques sans rapport avec le sujet sont à éviter, ainsi que les répétitions de liens vers un même terme.
- Les liens externes sont à placer uniquement dans une section « Liens externes », à la fin de l'article. Ces liens sont à choisir avec parcimonie suivant les règles définies. Si un lien sert de source à l'article, son insertion dans le texte est à faire par les notes de bas de page.
- La présentation des références doit suivre les conventions bibliographiques. Il est recommandé d'utiliser les modèles {{Ouvrage}}, {{Chapitre}}, {{Article}}, {{Lien web}} et/ou {{Bibliographie}}. Le mode d'édition visuel peut mettre en forme automatiquement les références.
- Insérer une infobox (cadre d'informations à droite) n'est pas obligatoire pour parachever la mise en page.

Pour une aide détaillée, merci de consulter Aide:Wikification.
Si vous pensez que ces points ont été résolus, vous pouvez retirer ce bandeau et améliorer la mise en forme d'un autre article.
Le drapeau de Charlotte, en Caroline du Nord, a été adopté en 1929 et se compose d'une Croix de saint André blanc sur un champ bleu, avec le sceau de la ville au centre. Un drapeau secondaire, avec un champ vert et une couronne blanche au centre, a été introduit en 1985 et est principalement utilisé dans les bâtiments du gouvernement de la ville. Charlotte est l'un des rares endroits à avoir deux drapeaux officiels de statut égal. Le gouvernement du comté de Mecklembourg, tout en ayant son propre drapeau, a utilisé le drapeau de 1985 lors d'événements officiels.

## Conception et symbolisme

### Drapeau de 1929

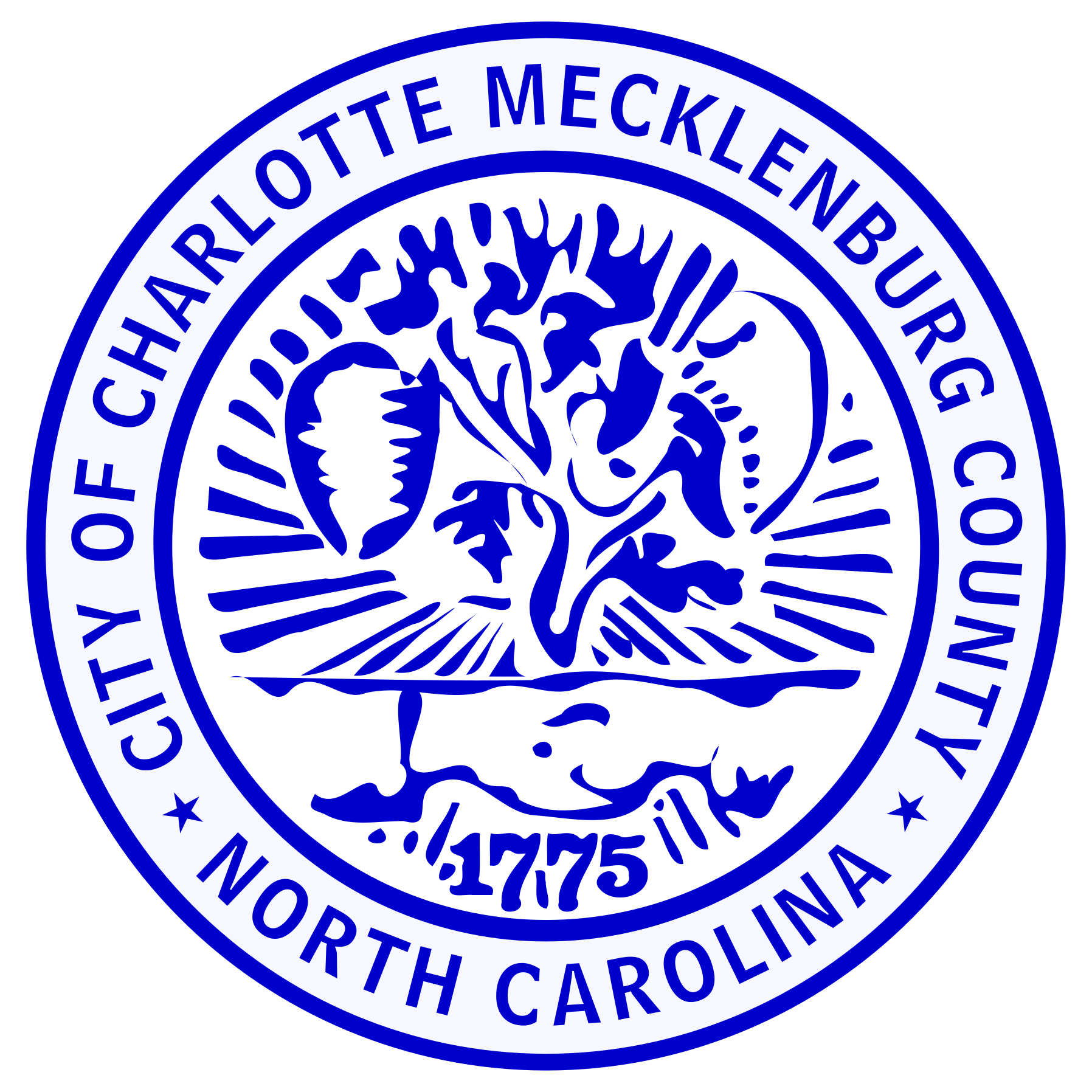
Sceau utilisé sur le drapeau. Ce sceau était historiquement utilisé in the début du 20ème siècle et a été conçu sur les ordres du maire Charles A. Bland. Il a été annulé à une heure inconnue et remplacé par le sceau actuel.

Le bleu et le blanc sont les couleurs officielles de Charlotte, comme en témoigne le choix des couleurs pour le champ et la croix de St André. Le sceau représente un arbre au centre, symbolisant la croissance. Les rayons rayonnant de l'arbre l'affirment, représentant l'espoir d'un avenir radieux. Accroché à l'arbre est un nid de frelons, un symbole de l'époque de la guerre révolutionnaire. Le symbole a été expliqué dans une brochure de la ville, qui se lit comme suit:
... lors de la Révolution américaine, ses citoyens se sont battus si férocement qu'un général britannique a comparé le fait d'être à Charlotte à celui d'être dans un nid de frelons.
Plus de symbolisme révolutionnaire peut être trouvé dans le sceau, avec un bonnet Liberty présent, accroché à l'arbre. Sous l'arbre se trouvent deux mains jointes. Le symbolisme de la révolution est renforcé par la date "1775" sous les aiguilles, l'année où la Déclaration d'indépendance de Mecklenburg aurait été adoptée, un an avant que le Congrès continental n'adopte sa déclaration. Ce symbolisme révolutionnaire est de transmettre l'idée de liberté pour les citoyens de Charlotte. Le sceau est entouré du texte "VILLE DU COMTÉ DE CHARLOTTE MECKLENBURG" sur la partie supérieure et "CAROLINE DU NORD" sur la partie inférieure. Séparant les deux parties sont deux étoiles bleues à cinq branches.

## Histoire
le drapeau officiel a été adopté par le conseil municipal le 6 mai 1929. Le concepteur du drapeau est inconnu. Le drapeau gouvernemental a été adopté en 1985. Le concepteur de ce drapeau est également inconnu.[4] Le symbole de la couronne est une marque déposée officiellement de la ville. Seules les entités gouvernementales ou les propriétés appartenant à la ville peuvent arborer le drapeau alternatif. Le drapeau officiel s'est classé 66e dans une enquête de l'Association nord-Américaine de vexillologie de 2004 sur 150 drapeaux de villes américaines. Le drapeau s'est classé deuxième sur trois drapeaux de villes de Caroline du Nord.